# يو إف سي ليلة القتال: ماتشيدا ضد أندرس
يو إف سي ليلة القتال: ماتشيدا ضد أندرس (بالإنجليزية: UFC Fight Night: Machida vs. Anders)‏ هو حدث لفنون القتال المختلطة نظمته يو إف سي، أُقيم في 3 فبراير 2018، على أرينا جيلهيرمي باراينس في بليم، البرازيل.